# Lernaeenicus quadrilobatus
Lernaeenicus quadrilobatus is een eenoogkreeftjessoort uit de familie van de Pennellidae. De wetenschappelijke naam van de soort is voor het eerst geldig gepubliceerd in 1953 door Yamaguti & Utinomi.